# CS Hobscheid
Cercle Sportif Hobscheid – luksemburski klub piłkarski, mający swoją siedzibę w mieście Hobscheid na zachodzie kraju.

## Historia
Chronologia nazw:
- 1932: CS Hobscheid
- 1940: FV Hobscheid
- 1944: CS Hobscheid
- 2007: klub rozwiązano

Piłkarski klub CS Hobscheid został założony w miejscowości Hobscheid w roku 1932. Na początku klub występował w niższych ligach. Podczas okupacji niemieckiej w latach 1940-1944 nazywał się Fußballverein Hobscheid. W sezonie 1983/84 zajął 1.miejsce w II. Division 2.grupa (4 poziom) i awansował do I. Division 2.grupa. W sezonie 1987/88 najpierw zajął 3.miejsce w I. Division 1.Bezirk, a potem w turnieju barażowym był drugim, co premiowało go promocją do Éierepromotioun. W 1996 po zajęciu pierwszego miejsca w lidze zdobył awans do Nationaldivisioun. W debiutowym sezonie 1996/97 zespół zajął 7.miejsce. W sezonie 2000/01 był trzecim w kwalifikacji końcowej, ale w następnym sezonie zajął przedostatnie miejsce i spadł do Éierepromotioun. W kolejnym sezonie 2002/03 klub znów był przedostatnim w lidze i został zdegradowany do I. Division (3 poziom). Po zakończeniu sezonu 2003/04, w którym zajął ostatnie 14.miejsce w 2.grupie spadł do II. Division. W 2005 zdobył mistrzostwo w grupie i wrócił do I. Division. Sezon 2006/07 zakończył na czwartej pozycji w grupie 1, a potem połączył się z Olympique Eischen tworząc nowy klub FC Alliance Äischdall.

## Sukcesy

### Trofea międzynarodowe
| \| \| Zdobyte trofea w rozgrywkach międzynarodowych (stan na: 31-05-2016) \| |                                                                     |      |                  |
| Rozgrywki                                                                    | Osiągnięcie                                                         | Razy | Sezon(y)         |
| · Puchar Intertoto                                                           | zdobywca                                                            | 0    |                  |
| · Puchar Intertoto                                                           | finalista                                                           | 0    |                  |
| · Puchar Intertoto                                                           | 1/8 finału                                                          | 3    | 1998, 2000, 2001 |
| FIFA                                                                         | Zdobyte trofea w rozgrywkach międzynarodowych (stan na: 31-05-2016) |      |                  |

### Trofea krajowe
| \| \| Zdobyte trofea w rozgrywkach Luksemburga (stan na: 31-12-2017) \| |                                                                |      |          |
| Rozgrywki                                                               | Osiągnięcie                                                    | Razy | Sezon(y) |
| Mistrzostwo                                                             | I miejsce                                                      | 0    |          |
| Mistrzostwo                                                             | II miejsce                                                     | 0    |          |
| Mistrzostwo                                                             | III miejsce                                                    | 1    | 2000/01  |
| Puchar                                                                  | zdobywca                                                       | 0    |          |
| Puchar                                                                  | finalista                                                      | 0    |          |
| Puchar                                                                  | pólfinalista                                                   | 1    | 2000/01  |
| II liga                                                                 | I miejsce                                                      | 1    | 1996/97  |
| II liga                                                                 | II miejsce                                                     | 0    |          |
| II liga                                                                 | III miejsce                                                    | 0    |          |
| Luksemburg                                                              | Zdobyte trofea w rozgrywkach Luksemburga (stan na: 31-12-2017) |      |          |

## Europejskie puchary
Legenda do wszystkich tabel:
- Q – runda eliminacyjna, 1/16, 1/8, 1/4, 1/2 – odpowiednia faza rozgrywek, Grupa – runda grupowa, 1r gr – pierwsza runda grupowa, 2r gr – druga runda grupowa, F – finał, R – runda, PO – play-off
- k. – rzuty karne, los. – losowanie, Dogr. – dogrywka, w. – zasada bramek strzelonych na wyjeździe

| Sezon | Rozgrywki        | Runda | Klub        | Dom | Wyjazd | Ogólnie |
| ----- | ---------------- | ----- | ----------- | --- | ------ | ------- |
| 2000  | Puchar Intertoto | 1R    | FK Pelister | 0–1 | 1–3    | 1–4     |

## Stadion
Klub rozgrywa swoje mecze domowe na stadionie Koericherberg w Hobscheid, który może pomieścić 2400 widzów.